# Isse (escarabajo)
Isse es un género de escarabajos longicornios de la tribu Acanthocinini que contiene una sola especie, Isse punctata. La especie fue descrita por Pascoe en 1864.
Se distribuye por República Sudafricana. Mide aproximadamente 6,5-9 milímetros de longitud.